# Подтекст (Новые приключения Человека-паука)
«Подтекст» (англ. Subtext) — одиннадцатый эпизод второго сезона американского мультсериала «Новые приключения Человека-паука», основанного на одноимённом персонаже комиксов Marvel, созданном Стэном Ли и Стивом Дитко.

## Сюжет
В бильярдном клубе Человек-паук сражается с Марком Алланом, который стал Расплавленным человеком. Он также обнаруживает внутри горящего заведения девушек: Лиз и Мэри Джейн. Первая вспоминает, как неудачно репетировала спектакль с Мэри в школе. На репетиции не было её брата, Марка. В другом флешбэке Лиз рассказывает Питеру, что Марк снова играет в азартные игры, как ранее. Гарри, подслушав это, затем говорит другу, что вернуться к какой-либо зависимости очень легко, и никто не поможет Марку, пока тот сам не будет готов к этому.
Тем временем Зелёный гоблин приходит в бильярдный клуб, побеждая местных бандитов, и сообщает о том, что он новый Большой Босс. Он договаривается с Блэки Гэкстоном, букмекером Марка, чтобы тот сделал Аллана подопытным кроликом в одном эксперименте. В старом здании полиции Майлз Уоррен в присутствии Нормана Озборна и Блэки Гэкстона вводит Марку наночастицы, которые превратили его в ходячий огонь. Ему внушают, что он может это контролировать. Марк радостно идёт на ипподром и ставит на лошадь. Туда же приходит Зелёный гоблин, а затем Человек-паук. Лошадь Марка приходит последней. Злодей, заметив героя, активирует способности Аллана, и тот ненамеренно сеет хаос. Паук хочет его остановить, но Марк убегает.
Мэри Джейн приходит к Лиз, ища её брата. Лиз сначала ей не доверяет из-за того, что та помогает Гвен в отношениях с Питером. Тем временем разгневанный Марк приходит к Гэкстону в клуб и возмущается. Гоблин раскрывает ему правду о пульте управления и говорит, что даст его, если Аллан уничтожит Человека-паука. Когда герой прилетает, Марк начинает с ним сражение. Туда приходят Лиз с Мэри Джейн. В настоящем, Расплавленный человек уже почти побеждает Паука на улице, но девушки пытаются остановить Марка. Он их не слушает. Герой заманивает Аллана к пожарному гидранту и подвешивает его над водой. Гоблин, наблюдавший за битвой, отключает огонь на теле Марка и улетает. Аллана арестовывают. Майлз Уоррен показательно оставляет свои наработки по сомнительным экспериментам для Курта. Когда тот замечает их, Уоррен шантажирует Коннорса историей с Ящером и говорит, что имеет поддержку руководства. На репетиции расстроенные девушки хорошо отыгрывают свои чувства, что радует режиссёра, который чувствует их боль.

## Роли озвучивали
- Джош Китон — Питер Паркер (Человек-паук)
- Стив Блум — Зелёный гоблин / Блэки Гэкстон
- Эрик Лопез — Марк Аллан (Расплавленный человек)
- Аланна Юбак — Лиз Аллан
- Ванесса Маршалл — Мэри Джейн Уотсон

## Отзывы

Динамика оценок IGN к эпизодам 2 сезона мультсериала

Эрик Гольдман из IGN поставил эпизоду оценку 8 из 10 и написал, что «„Подтекст“ не совсем соответствовал чрезвычайно высоким стандартам последних нескольких серий, но всё же оставался солидным эпизодом, в котором был представлен ещё один давний злодей Человека-паука — Расплавленный человек, который никогда раньше не использовался ни в одной адаптации Человека-паука». Рецензент отметил, что «Норман Озборн и Зелёный гоблин теперь, по-видимому, работают вместе, хотя и не замечены вдвоём. Хм… Интересно, почему это так, а?». Ещё критик написал, что «„маскировка“ Зелёного гоблина — плащ и шляпа — на гоночной трассе была довольно нелепой, потому что он всё ещё был парнем в костюме Зелёного гоблина».
Джастин Феликс из DVD Talk написал, что «качество этого мультсериала неизменно хорошее».